# 連合軍軍政期 (オーストリア)

オーストリア共和国
Republik Österreich (ドイツ語)

国歌: 
ソ連占領地域
アメリカ占領地域
イギリス占領地域

フランス占領地域

オーストリア臨時政府（1946年 - 1955年）
連合軍に分割占領されたオーストリア

オーストリアの連合軍軍政期（れんごうぐんぐんせいき）は、オーストリアの歴史において、第二次世界大戦でソビエト赤軍のオーストリア占領が始まった1945年4月13日から、オーストリア国家条約締結の一環で第二共和国（現在のオーストリア共和国）政府が永世中立を宣言した1955年10月26日までの間、連合国4か国軍による占領統治が行われていた時代である。
同時期に連合国の占領下にあったドイツと異なり、オーストリアは連合国軍の分割占領を受けつつも、連合国から政府承認を受けた臨時政府が存在していた。その為、冷戦が激化する中で中央政府を構築する過程が不要となり、主権回復時に分断国家となる事態は避けることができた。

## 概要
1938年3月13日、オーストリア（第一共和国）はナチス・ドイツに併合（アンシュルス）され、ドイツ国の一部になった。第二次世界大戦勃発後の1943年11月1日、連合国はモスクワ宣言でオーストリア併合の無効を宣言し、終戦後にオーストリアを元の状態に復帰させることを決定した。
1945年4月のウィーン攻勢によってウィーンがソ連赤軍に占領されたのを受け、第一共和国の初代首相であったカール・レンナーは1945年4月13日に臨時政府を形成し、オーストリアのドイツからの離脱を宣言した。終戦後、レンナー臨時政府は連合国に政府承認されたが、同時にオーストリアの国土は連合国の列強4ヶ国によって分割占領された。レンナーが大統領に選出されたことに伴い、12月からレオポルト・フィグル政権となったが、実権はレンナーがもっていた。ソ連占領地区により取り囲まれていた首都ウィーンは、その重要性から4ヶ国の分割統治とされた。1946年9月、イタリアと南チロルをめぐる協定を結んだ。翌年1月、オーストリアは連合国と講和に向けて交渉をはじめた。1946年7月に国有化法が制定された。銀行・大企業・炭坑の国有化が推進された。水道・電気・鉄道は戦前から公営だった。一方、人口の7％を占める国内右派が反ナチ法で参政権を剥奪されていた。1949年の総選挙までに規制が解かれ、彼らの参政権は回復した。
1955年、オーストリア国家条約の締結・発効によってオーストリアは主権を回復し、連合国軍は10月25日までにオーストリアから撤退した。翌10月26日にオーストリア政府は永世中立国を宣言し、1965年以降は同日がオーストリアの建国記念日になっている。

## 歴史

### 前史
連合国は当初戦後オーストリアの構想として、ドナウ連邦もしくは南ドイツ連合を設立し、オーストリアをその一部とする計画も立てていた。しかしこの計画はアメリカやソビエト連邦の反対で実行されず、1943年11月1日のモスクワ宣言で連合国によりアンシュルスの無効が宣言され、オーストリアを元の状態に復帰させることが決定した。この宣言においてはオーストリアは「ヒトラーの侵略政策の犠牲となった最初の自由国」であるとされる一方で、ヒトラー陣営において戦争に協力したということも付言されており、最終な責任追及に関してはオーストリア自身がどの程度解放に関与したかの考慮が不可欠であるとされた。

### 臨時政府の成立と占領の開始
戦争の終結が近づく1944年末になると、オーストリアでは抵抗運動を行っていたものから政党を設立する動きが生まれた。1945年3月には赤軍が国境を越え、4月1日にはウィーンに到達、4月10日には中心部に到達した（ウィーン攻勢）。同日、赤軍司令官フョードル・トルブーヒンが市庁舎においてナチス時代の措置の無効と、独立オーストリアの再建が連合国の目標であると宣言した。4月14日にはオーストリア社会党、4月17日にはオーストリア国民党が成立した。4月21日には元首相カール・レンナーがウィーン入りし、社会党・人民党・オーストリア共産党の三党で臨時政府設立のための協議をおこなわせた。ウィーンは占領された。その2週間後、西側連合軍はオーストリアに到着した。
1945年4月27日、レンナーと三党の代表者の名義で、1938年のオーストリア併合(アンシュルス)は「外部からの軍事的脅迫と少数のナチ・ファシストによる反逆的テロル」によるものであったため無効とし、1920年のオーストリア第一共和国憲法に基づく共和国の再建が宣言され（オーストリア独立宣言）、同時に臨時政府が組織された。臨時政府の内閣はレンナーを首相とし、社会党のアードルフ・シェルフ、国民党のフィグル、共産党のコプレニヒら3人の無任所大臣で構成されており、内務・教育のポストは共産党、社会政策は社会党、商工・運輸は国民党に配分されていた。また同日には国家首相の告示（ドイツ語: Kundmachung des Staatskanzlers）が行われ、直ちに自由な選挙による国家の代表を選出する準備に入ることが宣言されている。
モスクワ宣言に基づき、オーストリア国土とウィーンは連合国により占領され、軍政を受けることとなった。1945年7月9日の連合国協定において、アメリカ・イギリス・フランス・ソ連の4連合国による4つの占領区域に分けられ軍政が行われることとなった。連合国によって承認された政府ができるまで、占領4か国の代表によって構成される連合国オーストリア委員会によって行われることとなった。
1945年9月11日、連合国オーストリア委員会の傘下にある連合国理事会がオーストリアの最高権力を受け継いだ。10月20日の連合国司令官のレンナー宛覚書によって、臨時政府の権限が連合国によって承認された。新たに成立したオーストリアの国家機関は連合国の管理に服し、集団的準保護国（kollektiv-Quasiprotektorat）に匹敵する「制限的な主権を有する国家」となった。戦後初の議会選挙が1945年11月25日に行われ、議会での投票の結果、レンナーは第二共和国における初代連邦大統領に選出された。

#### 占領領域
- ソ連占領区域:ブルゲンラント州、ニーダーエスターライヒ州、オーバーエスターライヒ州のうち、ドナウ川北部、エンス川東部地区、司令部はバーデン・バイ・ウィーン
- アメリカ占領区域:ドナウ川南部エンス川西部のオーバーエスターライヒ州、ザルツブルク州、ザルツカンマーグートのシュティリアン
- イギリス占領区域:ケルンテン州、チロル州のリエンツ郡、シュタイアーマルク州、シュティリアンを除くザルツカンマーグート
- フランス占領区域:チロル州、フォアアールベルク州

なお、ウィーンにおいては1945年9月1日に連合国で占領区域が合意され、ベルリン同様に分割占領された。

## 占領の終了
1946年、クレディタンシュタルトが国有化された。7月制定の国有化法で、銀行や公共事業のほか、鉱業・鉄鋼、石油・化学、各分野の基幹産業が接収された。そのなかには、ナチスドイツが設立した工場が多く含まれていた。それらドイツ銀行の資金力で技術革新をなしていた工場は、とりわけ西オーストリアを重化学工業へ傾斜させた。
1947年1月からオーストリアは連合国と講和交渉に入った。争点は領土・賠償であった。まずユーゴスラビアがケルンテン地方を要求していた。そしてオーストリア企業がドイツに保有していた資産の処遇も議論されていた。
1948年、ソ連が内部対立からユーゴスラビアの領土要求を支持しなくなった。ユーゴは戦前ウランの特産地であった。
1953年、ヨシフ・スターリンが死去すると、講和はより現実的なものとなった。
1955年5月15日に、連合諸国とオーストリアはオーストリア国家条約に署名した。7月27日に発効され、正式にオーストリアは独立、主権回復を成し遂げた。連合軍は10月25日に残存部隊が出国した。その翌日の10月26日、オーストリアは永世中立国宣言を行ない、またこの日を祝祭日とした。オーストリアの中立はスイスやベルギーのそれとは根本的に異なり、国際的な保障がない。憲法で武装中立したオーストリア国民は、自国の中立が積極的な平和貢献によってのみ東西陣営から認められることを毎年確認することとなった。